# 埼玉県こども動物自然公園
埼玉県こども動物自然公園（さいたまけんこどもどうぶつしぜんこうえん　英語名称:Saitama Children's Zoo）は、埼玉県東松山市岩殿にある埼玉県立の動物園である。通称は、英語名称の略称となる「SCZOO」。世界動物園水族館協会（WAZA）加盟動物園（2019年5月加盟）。

## 概要
開園は1980年（昭和55年）5月5日。1978年（昭和53年）2月、次代を担うこどもたちが動物および比企丘陵の自然と調和できるよう計画され、「こどもが動物と親しむ」「こどもが自然の中で情操と科学心を養う」「こどもがリラックスして遊べる」 の基本理念のもと岩殿丘陵に広がる79.2ha（うち、46.1haは動物園、 33.1haは散策路・クロスカントリーコースとして整備。なお、都市計画決定面積は87.5ha）におよぶ巨大な敷地を利用して、一部の動物は放し飼いにされており、動物は200種を越え、1600点余りが飼育されている埼玉県内最大の動物園である。中でもオーストラリア以外の動物園での展示が世界唯一（2020年現在）となるクアッカワラビー（クオッカ）、日本国内では7カ所の動物園にしかいないコアラ、世界最大級のフンボルトペンギン生態園・ペンギンヒルズ、冬場におけるカピバラの露天風呂（埼玉県こども動物自然公園と伊豆シャボテン動物公園、長崎バイオパーク、那須どうぶつ王国、いしかわ動物園で「５園国 カピバラの露天風呂協定」を締結している）で知られている。
敷地内には『国際児童年記念館』（こどもの城）、ピーターラビットなどの絵本の著者であるビアトリクス・ポターの資料館・『大東文化大学ビアトリクス・ポター資料館』、アスレチック施設・『冒険の森』など動物園以外の施設も多く設置されている。
また、動物園に隣接して埼玉県平和資料館（埼玉ピースミュージアム）があり、展望塔からは関東平野が一望できる。埼玉県平和資料館には休日（埼玉県民の日も含む）のみ最寄りの西ゲート（2022年現在閉鎖中）から徒歩で直接移動可能である。
休園日は、毎週月曜日（休日または埼玉県民の日の場合は開園）、年末年始（12月29日～1月1日）、1月の特定火曜日。

## 動物園施設・主な飼育動物

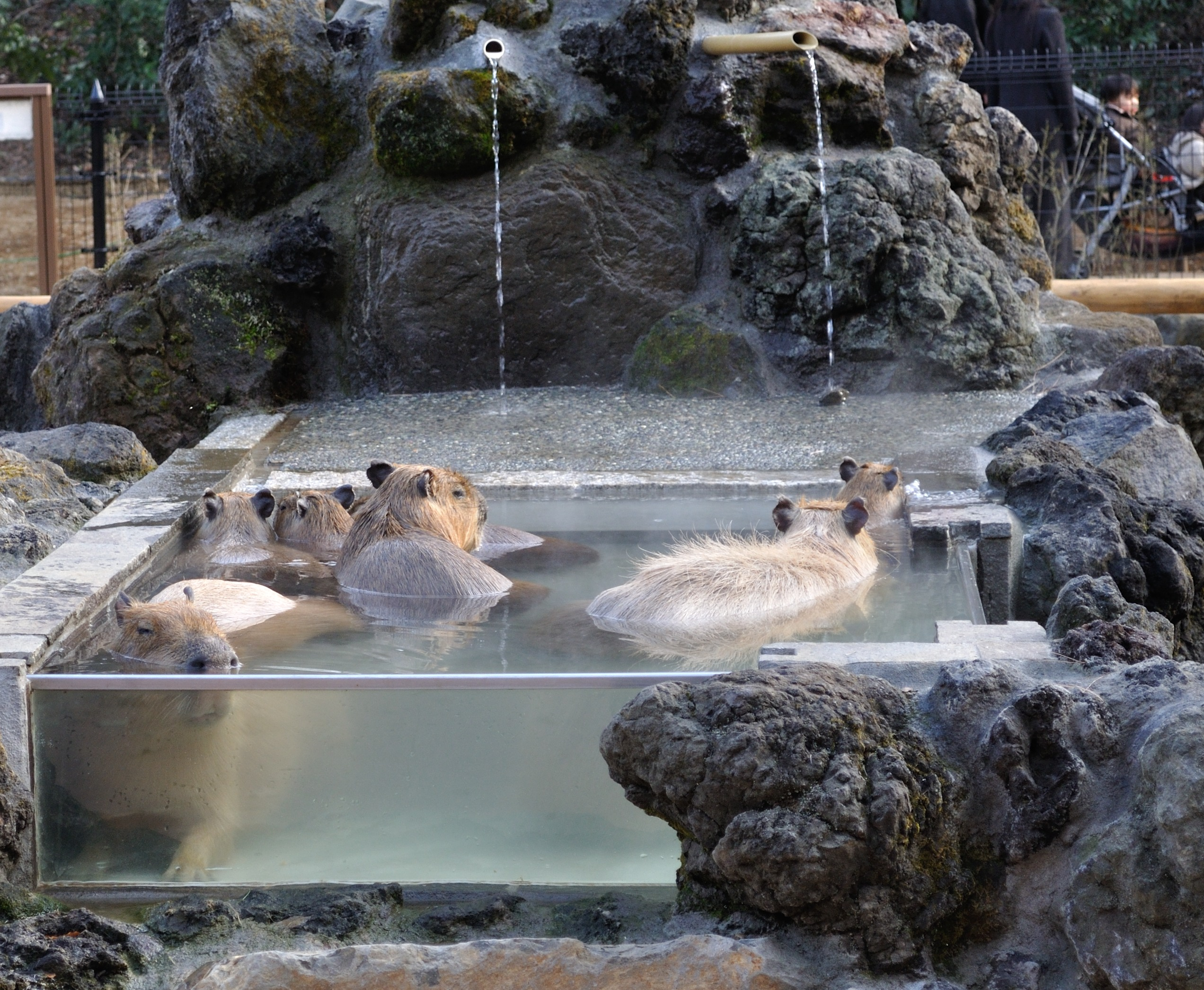
露天風呂でくつろぐカピバラたち（2010年11月）

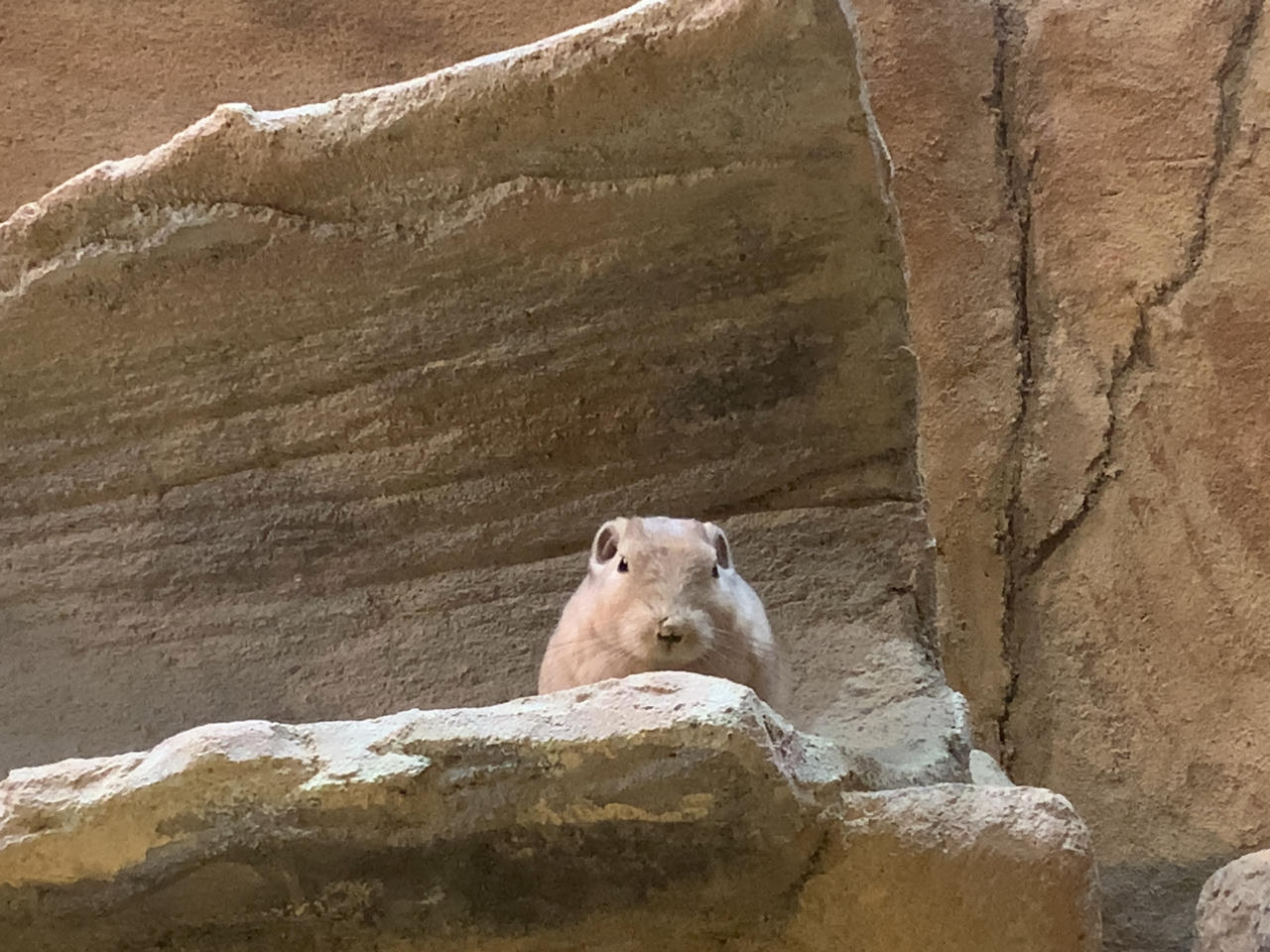
グンディ（2020年9月）

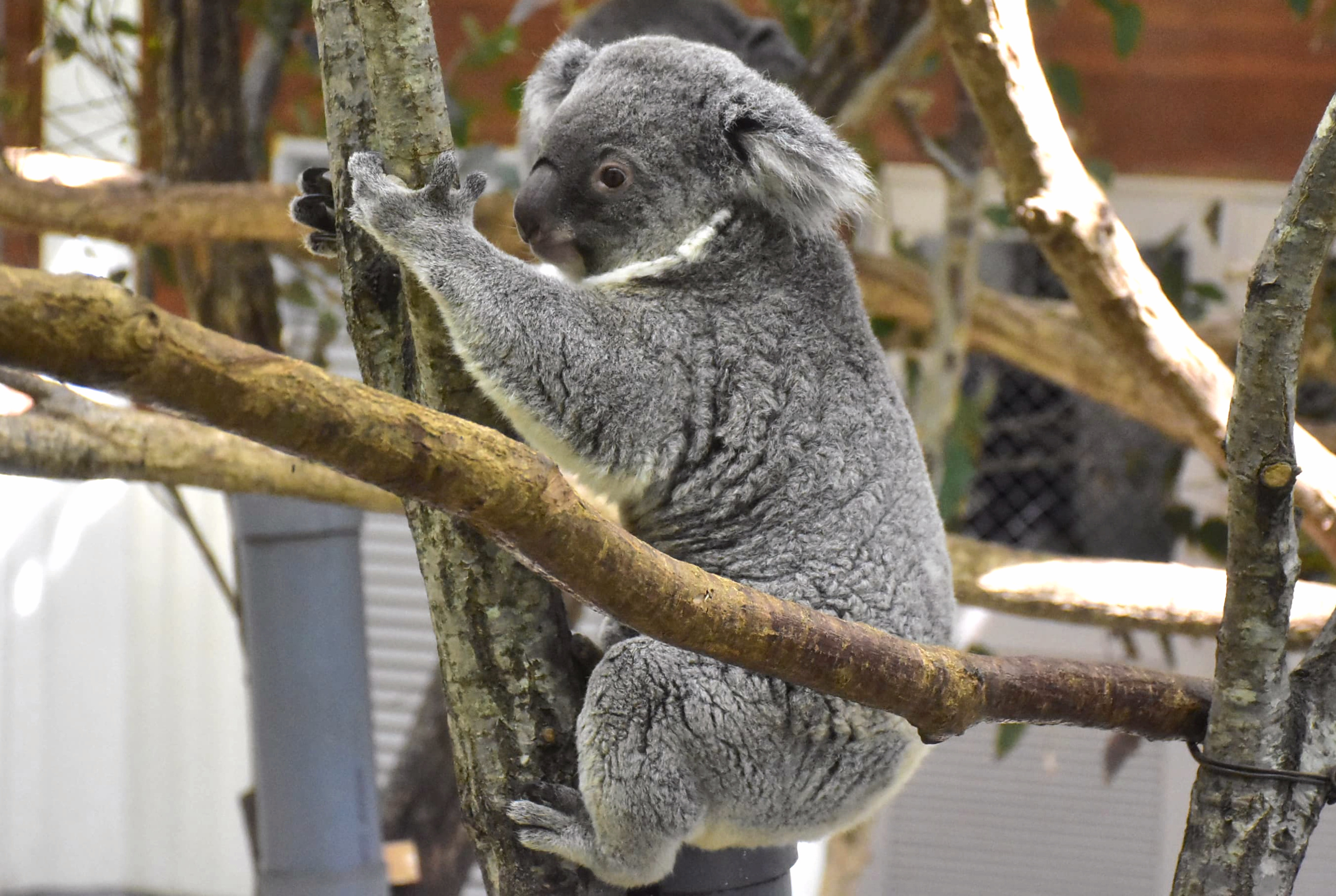
コアラ（2023年4月）

最新の施設情報・飼育動物の情報は公式サイトの園内MAPおよび園内の動物紹介を参照のこと。

### 動物がいる施設

#### 北園
- キリン舎「キリンテラス」
  - アミメキリン、キボシイワハイラックス

2020年5月に開園40周年を迎えるのを記念して、19年度と20年度の2カ年計画でキリン舎をリニューアルし、当初は20年度中に完成することを目指していた[6]。2022年3月8日に、ガラス張りの屋内展示室を備えた「キリンテラス」としてリニューアルオープンした[7]。
- シラコバト舎
  - シラコバト、ニホンキジ
- ヤギ餌やり体験コーナー 
  - ヤギ、ザーネン
- ポニー乗馬コーナー
  - ポニー、ケヅメリクガメ、ノスリ、チョウゲンボウ
- ポニー舎
  - ポニー、ハツカネズミ、メンフクロウ
- フラミンゴコーナー
  - ベニイロフラミンゴ、チリーフラミンゴ、マダガスカルトキ、ハワイガン、サカツラガン、ツクシガモ等
- どんぐりのもり
  - ニホンリス、フクロウ、モリフクロウ、マレーモリフクロウ
- キツネザル舎
  - ワオキツネザル、アカエリマキキツネザル
- なかよしコーナー
  - ウサギ、モルモット、チンチラ、ミニチュアホース、ヤクシマヤギ、コリデール、サフォーク種、ミニブタ、クビワペッカリー、アヒル、ガチョウ、バリケン、ハリスホーク、マゼランワシミミズク、ルリコンゴウインコ、ヒワコンゴウインコ、ヨウスコウワニ、ボアコンストリクター、アルマジロトカゲ、アルダブラゾウガメ等
- ぴょんぴょん村
  - ウサギ
- カワウソ舎
  - コツメカワウソ
- 乳牛コーナー
  - ホルスタイン、ジャージー種、ブラウンスイス、ガンジー種等
- カンムリシロムク舎
  - カンムリシロムク、コサンケイ、シロクロゲリ、ニシムラサキエボシドリ、ライラックニシブッポウソウ、ツキノワテリムク、オシドリ、アカガシラカラスバト
- マーラ舎
  - マーラ、ヒメマーラ
- レッサーパンダ舎
  - レッサーパンダ、シロフクロウ
- マヌルネコ舎　屋外放飼場「マヌルロック」
  - マヌルネコ
- ヤブイヌ舎
  - ヤブイヌ
- ミーアキャット舎
  - ミーアキャット、フェネック
- プレーリードッグ舎
  - オグロプレーリードッグ
- 小動物舎「ecoハウチュー」
  - スナネコ、グンディ、パンパステンジクネズミ、デグー、マタコミツオビアルマジロ、ビスカッチャ、ウスイロホソオクモネズミ、レッサースローロリス、セバタンビヘラコウモリ、チビフクロモモンガ、フクロモモンガ、フサオネズミカンガルー、ハイイロジネズミオポッサム、ホンシュウモモンガ、ウスイロホソオクモネズミ、ハダカデバネズミ、ダマラランドデバネズミ
- プーズー舎
  - プーズー
- フンボルトペンギン生態園「ペンギンヒルズ」
  - フンボルトペンギン
- クジャク舎
  - インドクジャク、ミナミジサイチョウ、ギンガオサイチョウ
- シラコバト繁殖ケージ
  - シラコバト、シロクロゲリ、コサンケイ
- サイチョウ舎
  - ミナミジサイチョウ、カンムリコサイチョウ、ギンガオサイチョウ、ナキサイチョウ、オシドリ、アオガン、コサンケイ、オウギバトオオサイチョウ、サイチョウ
- コウノトリ舎「こうのいけ」
  - ニホンコウノトリ、シジュウカラガン、シラコバト、タンチョウ、マナヅル、クロツラヘラサギ

#### 東園
- コアラ舎
  - コアラ、ミナミコアリクイ、フタユビナマケモノ、シマオイワワラビー、ホウシャガメ、スッポンモドキ
- カンガルーコーナー・クオッカアイランド
  - オオカンガルー、クアッカワラビー（クオッカ）[8]、オーストラリアガマクチヨタカ、ワライカワセミ
- エミュー放飼場
  - エミュー
- ピクニック広場バードケージ
  - オカメインコ、ベニインコ、コキサカオウム、ヤシオウム、フトフムネアカゴシキ、キンカチョウ、セキセイインコ、ヒメウズラ、テンニョインコ
- カピバラ・ワラビー広場
  - カピバラ、ベネットアカクビワラビー

2005年2月12日に飼育嚢に子供がいたメスのワラビー1頭が逃げ出し、周囲の大捜索が行われた。15日から公開捜索も行った結果、8日後の20日に約1キロ離れた「市民の森」で発見され、無事保護された[9]
- シカとカモシカの谷
  - ホンシュウジカ、ニホンカモシカ
- マーラ（テンジクネズミの仲間）が放し飼いになっており、園内を歩いていると突然出くわすことがある。

### その他の施設
- 天馬の塔（正式名称は「国際児童年記念塔」）
基部にタイムカプセルが納められており、開園50周年となる2030年5月5日に開封することになっている。
- ポニー乗馬コーナー
- 恐竜コーナー
- こどもの城（正式名称は「国際児童年記念館」）
1981年11月1日に開館。 かつては入場は別途有料であったが、2021年6月に入場料を無料とした。

- レストランガゼボ
- ジャブジャブ池

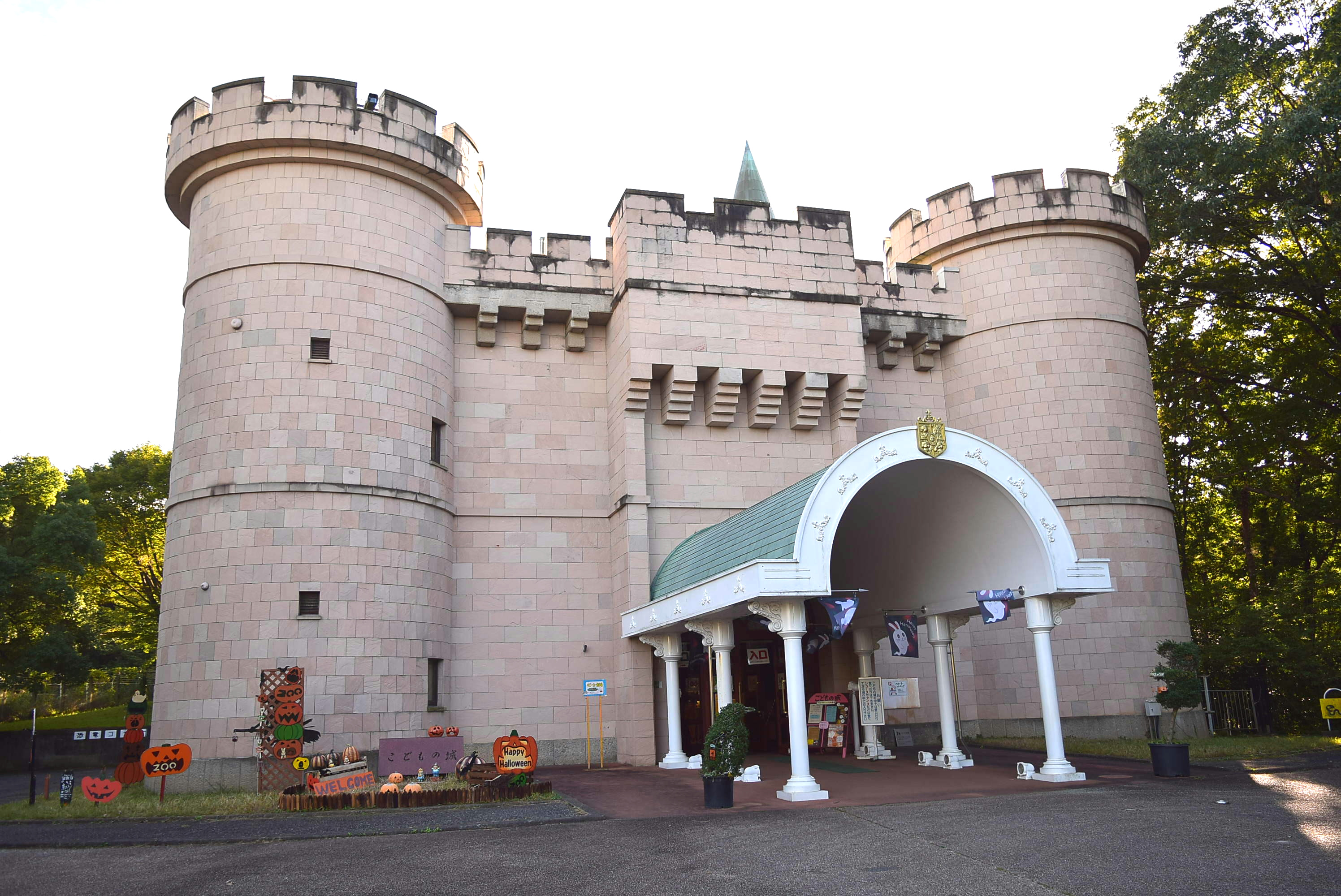
こどもの城

- コバトンロード（「シカとカモシカの谷」に架けられた歩道ウッドデッキ）
- コバトンとりで
- 森の教室
- 野外ステージ
- もりカフェ
- ビアトリクス・ポター資料館（大東文化大学が所有）
- 動物病院（非公開）

## 彩ポッポ

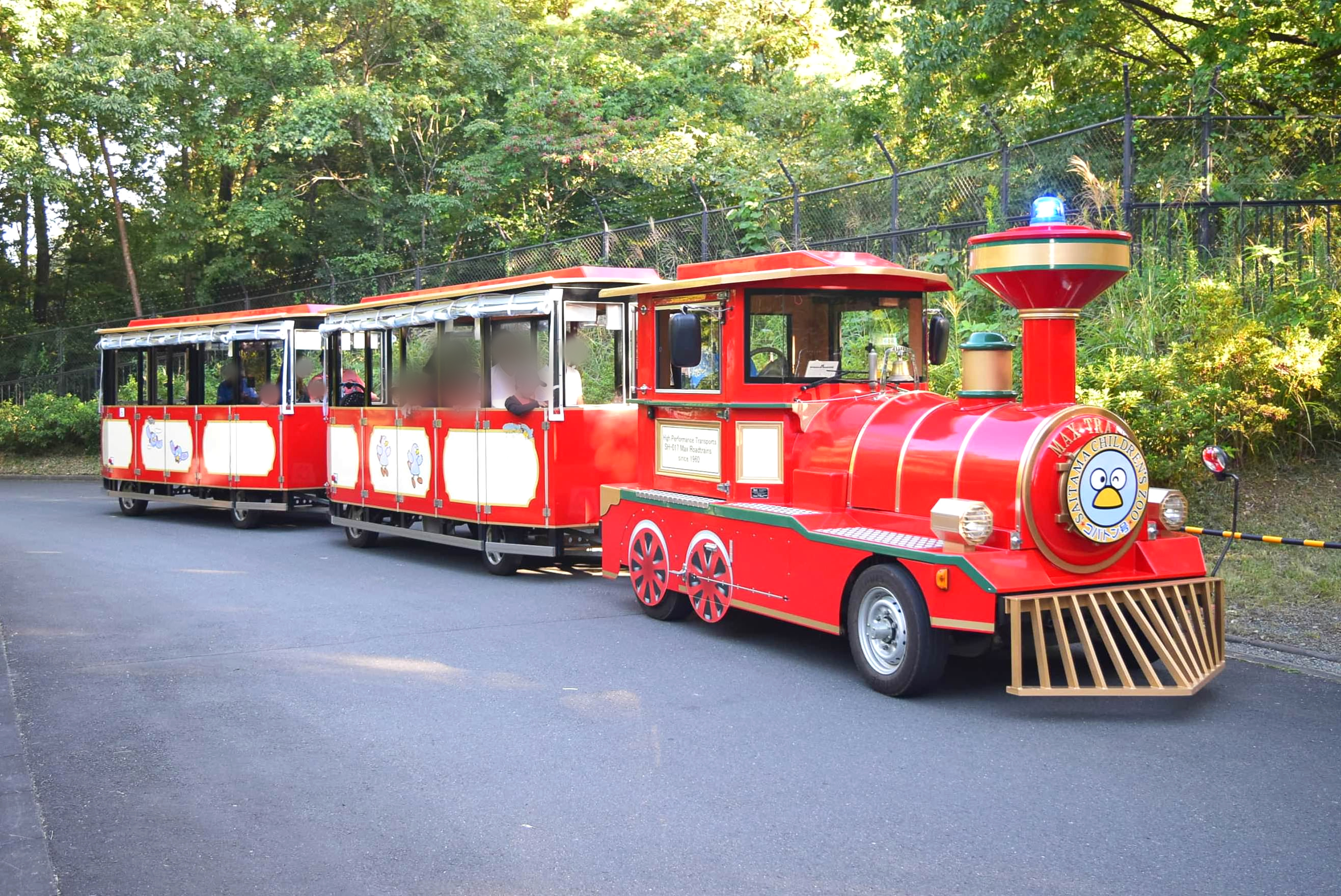
彩ポッポ

動物園内を走る蒸気機関車型のバス。電動の機関車に2両の客車が連結されている。
ルートは「正面入口前」から園内を回って「東園（集合広場）」までを約20分かけて結び、主要箇所に乗降場（一部は降車のみ）が設けられている。平日5往復、休日9往復運行されている。（運賃は3歳以上200円。平日に限り300円の乗り放題フリーパス券がある。ただし、2022年現在は販売を中止している）

## アクセス
- 東武東上線「高坂駅」西 約2.1km
- 公共交通機関
  - 高坂駅西口2番バス乗り場から、川越観光バス TA01系統、TA02系統、TA03系統、「鳩山ニュータウン」ゆき5分
    - 「こども動物自然公園」バス停下車
- 自動車
  - 関越自動車道「東松山インターチェンジ」から約5km
  - 関越自動車道「鶴ヶ島インターチェンジ」から約6km
  - 国道407号「宮鼻」交差点から埼玉県道212号岩殿観音南戸守線で約3km
- 自転車道
  - 埼玉県道158号川島こども動物自然公園自転車道線（比企自転車道）で行くことが出来る。

## 散策路・クロスカントリーコース
2019年5月31日に2次整備区域にオープンした園外運動施設（公式には園内の一部）。高低差約37mの斜面に、ウォーキングやジョギング等のトレーニングに最適な散策路（1周1,300m、アスファルト舗装路）とクロスカントリーコース（1周1,830m、ウッドチップ路）から成る。いずれも反時計回りの一方通行のコースで、乗り物やペットの入園は不可である。また、当園の一部としているものの実質的には別施設扱いになっており、当園からの出入りは出来ない。利用料は無料で、当園の入園料はかからない。
施設内には、駐車場（31台）、管理事務所（トイレ、有料シャワー室、更衣室、コインロッカー、AED、自動販売機）がある。
当初は当園の南園として整備する予定で計画されており、ここに子供向けの自然学習施設を整備する予定であった。すなわち、「こども動物自然公園」の「自然」とは、本来このエリアのことを指すはずであったが、県民の健康志向の高まりからどの年代でも楽しめる散策路・クロスカントリーコースとして整備された。クロスカントリーコースの設計にあたっては、元埼玉県庁職員のプロランナー川内優輝が監修した。
なお、当園とは入口が別の場所にあり、道路距離で約3km離れている。そのため、こちらへ行く最寄りのバス路線は当園へ向かう路線とは異なる。
- 高坂駅西口1番バス乗り場から、川越観光バス TA11系統・TA12系統「東京電機大学本館前」ゆき（白山台郵便局経由便6分、桜山台経由便9分）「旗立台」バス停下車約400m

## 周辺
- 高坂彫刻プロムナード【高田博厚彫刻群】
- 埼玉県平和資料館（埼玉ピースミュージアム）
  - 展望塔 - 館内にある41mの展望塔
- 岩殿観音 - 坂東三十三箇所の十番札所
- 物見山公園 - ツツジの名所
- 石坂ゴルフ倶楽部
- 高坂カントリークラブ
- 地球観測センター
- 東京電機大学埼玉鳩山キャンパス
- 大東文化大学東松山キャンパス
- 山村学園短期大学
- 高坂ニュータウン - 都市景観100選選定地区
- 高坂駅 - 関東の駅百選選定駅
- ピオニウォーク東松山